# 中井増太郎
中井 増太郎（なかい ますたろう、1895年（明治28年）10月13日 - 1969年（昭和44年）10月11日）は、日本の陸軍軍人。最終階級は陸軍中将。

## 経歴
鳥取県出身。1917年（大正6年）5月、陸軍士官学校（29期）を卒業。同年12月、歩兵少尉に任官。1930年（昭和5年）11月、陸軍大学校（42期）を卒業し、陸軍士官学校に配属された。
1939年（昭和14年）3月、歩兵大佐に昇進。同年9月、支那派遣軍附となり日中戦争に出征。第21軍高級参謀を経て、1940年（昭和15年）2月、第22軍高級参謀に就任。同年6月、大本営附となり、同年9月、印度支那派遣軍参謀として北部仏印進駐に従事。同年12月、陸軍歩兵学校教官に発令された。1941年（昭和16年）3月、第20師団参謀長となり朝鮮に赴任し太平洋戦争を迎えた。
1943年（昭和18年）1月、第20師団は東部ニューギニアに派遣され、ニューギニアの戦いに参戦。同年8月、陸軍少将に進級し第20歩兵団長に就任。1944年（昭和19年）4月、片桐茂師団長が戦死したため、翌月、師団長心得に就任。1945年（昭和20年）4月、陸軍中将に進級し第20師団長に親補された。オーストラリア軍と戦闘を交える中で終戦を迎えた。
1947年（昭和22年）11月28日、公職追放仮指定を受けた。